# Назарово (Туринський міський округ)
Наза́рово (рос. Назарово) — село у складі Туринського міського округу Свердловської області.
Населення — 142 особи (2010, 178 у 2002).
Національний склад населення станом на 2002 рік: росіяни — 96 %.